# 부산영상위원회
부산영상위원회(Busan Film Commission)는 1999년 12월에 대한민국 최초로 설립된 영상위원회이다.

## 개요
- 설립일 : 1999년 12월 20일
- 소재지 : 부산광역시 해운대구 센텀서로39[우동 1466-2], 영상산업센터 8층

## 연혁
- 1999년 12월 20일 부산영상위원회 설립
- 2001년 11월 부산영화촬영스튜디오 개관
- 2002년 7월 부산영상벤처센터 개관
- 2003년 2월부산영상위원회 소식지 <BFC Report> 발간(현<영화부산>)
- 2004년 2월 17일 부산영화촬영스튜디오(B) 개관
- 2004년 10월 10일 아시아영상위원회네트워크 창립(~현재까지 의장기관 수행)
- 2005년 12월 로케이션 전문 검색 사이트 http://location.bfc.or.kr/ 오픈
- 2009년 2월 24일 부산영상후반작업시설 개관
- 2009년 9월 7일 영화 《검은머리》 복원
- 2016년 10월 4일 부산아시아영화학교 개관
- 2017년 3월 시네마하우스 호텔부산 오픈(2021. 매각)
- 2017년 12월 영상산업센터(증축) 개관식
- 2018년 12월 시네마로보틱스 랩 개소
- 2019년 4월 부산영상후반작업시설 관리운영 민간위탁 기관 선정
- 2019년 12월 창립 20주년 기념 상영회, 세미나, 감사의 밤 개최
  - BFC 20년간 활동에 따른 누적 경제적 효과 7,585억 창출
  - BFC 20년간 활동에 따른 누적 촬영 유치 영화·영상물 1,396편
- 2020년 11월 부산사운드스테이션 오픈

## 주요업무
- 로케이션 스카우팅 및 촬영 지원: 최적의 로케이션 DB 제공 / 로케이션 인‧허가 등 행정 지원 / 프리프로덕션 차량/숙박 지원 /부산 로케이션 인센티브 지원 / 영상콘텐츠 간접광고(PPL) 지원
- 기획‧개발 및 제작 지원: 부산제작사 영화‧(웹)드라마 제작 지원  / 부산제작사 장편 다큐 단계별 지원  / 영화기획개발 멘토링워크숍 피칭 등 지원 /영화영상콘텐츠 사업화 지원
- 후반작업 및 영상 신기술 지원: 부산제작사 후반작업 지원 / 지역강소기업 XR실감콘텐츠 제작지원 / 디지털콘텐츠 버추얼프로덕션제작지원
- 인력양성 및 기업지원: 지역 영화인 역량강화 교육  /BMDB 플랫폼 사업(배우, 스태프 지원)  /영상산업센터 입주기업 판로개척 지원  /영화‧영상기업 채용기반 맞춤형 사업화 지원
- 글로벌 네트워크 확장: 아시아영상위원회네트워크 운영  / 한-ASEAN 협력사업 추진  / 국제 영화비즈니스아카데미 운영

1. 부산영상위원회 홈페이지 바로가기

## 주요지원사업 연혁
- 1999 로케이션 행정지원
- 2000 장편극영화 제작지원
- 2002 대시민 시사회 지원
- 2008-2009 부산영화 개발비 지원
- 2009 로케이션 인센티브 제도 운영
- 2013 다큐멘터리 제작지원
- 2016-2021 부산신진작가 영화 기획개발 워크숍, 멘토링
- 2016-2021 부산프로젝트 영화 기획개발 매칭 지원
- 2021 기획개발/제작단계별 다큐멘터리 제작지원
- 2020 웹드라마 제작지원
- 2010 부산영화 기획전 지원
- 2014 버추얼프로덕션 제작지원
- 2018 부산지영 영상콘텐츠 후반작업 기술지원
- 2016 부산아시아영화학교(AFiS)를 통한 아시아영화인 교육 지원
- 2022 부울경 스토리IP 시나리오 공모전 진행